# آنهلینا لیساک
آنهلینا لیساک (به اوکراینی: Ангеліна Лисак،  زادهٔ ۱۲ ژانویهٔ ۱۹۹۸) یک کشتی‌گیر آزادکار اهل کشور لهستان است. وی سابقه حضور در المپیک ۲۰۲۴ پاریس را دارد.  
از افتخارات وی می‌توان به کسب مدال برنز قهرمانی کشتی جهان ۲۰۲۲ اشاره کرد.